# 利夫奇齊 (利沃夫區)
49°35′2″N 23°43′0″E / 49.58389°N 23.71667°E
利夫奇齊（烏克蘭語：Лівчиці），是烏克蘭的村落，隸屬利沃夫州利維夫區，始建於1835年，面積2平方公里，海拔高度267米，人口400，人口密度每平方公里57.64人。